# 加藤裕将
加藤 裕将（かとう ゆうすけ、Yusuke Kato 1974年11月18日 - ）は、日本のテレビドラマ演出家。神奈川県横浜市出身。コロンビア大学卒業後、1998年フジテレビに入社。フジテレビジョンビジネス推進局IPプロデュース部グローバルビジネス担当部長。

## 受賞歴
- 第54回ザテレビジョンドラマアカデミー賞・監督賞（2007年、『ライフ』）
- 第57回ザテレビジョンドラマアカデミー賞・監督賞（2008年、『ラスト・フレンズ』）
- 第76回ザテレビジョンドラマアカデミー賞・監督賞（2013年、『最高の離婚』）
- 国際ドラマフェスティバル in TOKYO 東京ドラマアウォード　キッズ＆ヤング部門賞（2008年、『ラスト・フレンズ』）
- 第50回ギャラクシー賞（2013年、『最高の離婚』）
- 2013年日本民間放送連盟賞（2013年、『最高の離婚』）
- 2018年バンフ・ワールド・メディア・フェスティバル　comedy series non-english language　ノミネート（『刑事ゆがみ』 ）

## 作品
- 第15回フジテレビヤングシナリオ大賞 琉球偉人伝説（2003年）演出
- ディビジョン1 RUNNER'S HIGH（2004年）演出
- ほんとにあった怖い話（2004年 - 2005年）演出
- ディビジョン1 miracle（2005年）演出
- 白線流し〜夢見る頃を過ぎても〜（2005年）演出
- 西遊記（2006年）演出
- 西遊記ウッキー祭り!（2006年）演出
- チェケラッチョ!! in TOKYO（2006年）演出
- P&Gパンテーンドラマスペシャル 永遠の1.8秒（2007年）演出
- プロポーズ大作戦（2007年）演出
- ライフ（2007年）演出
- ラスト・フレンズ（2008年）演出
- イノセント・ラヴ（2008年）演出
- 魔女裁判（2009年）演出
- P&Gパンテーンドラマスペシャル  初恋クロニクル（2010年）演出
- GOLD（2010年）演出
- BeeTV　Beautiful Love〜君がいれば〜（2010年）演出
- BeeTV　ブリザード（2011年）企画・演出
- 鍵のかかった部屋（2012年）演出
- 最高の離婚（2013年）演出
- Oh,My Dad!!（2013年）演出
- 続・最後から二番目の恋（2014年）演出
- ほんとにあった怖い話（2014年）演出
- 問題のあるレストラン（2015年）演出
- ブスと野獣（2015年）演出
- Our House （2016年）演出
- 刑事ゆがみ（2017年）演出
- パパ活（2017年）演出
- KISSしたい睫毛（2018年）演出
- 彼氏をローンで買いました（2018年）演出
- 百合だのかんだの（2019年）演出
- エロい彼氏が私を魅わす（2021年）演出
- フジテレビ-Skybound Entertainment 国際共同制作ドラマ　Heart Attack（2025年）プロデュース

| スタブアイコン | サブスタブ | この項目は、まだ閲覧者の調べものの参照としては役立たない、人物に関連した書きかけの項目です。この項目を加筆・訂正などしてくださる協力者を求めています（P:人物伝/PJ:人物伝）。 |